# Samuele Bersani
Pour les articles homonymes, voir Bersani.
Samuele Bersani (né à Rimini, le 1er octobre 1970) est un auteur-compositeur-interprète italien.

## Biographie

### Les jeunes années
Enfant unique, il passe toute son enfance et son adolescence à Cattolica, dans une famille riche en stimuli culturels, artistiques et politiques : son père Raffaele était flûtiste, professeur de musique et longtemps animateur d'initiatives entre théâtre et poésie; sa mère Gloria, employée dans une école primaire, a également été adjointe au maire de Cattolica pour le PCI pendant un certain temps. A propos de ce milieu intellectuel et de gauche, l'artiste dit : "Ils m'ont fait écouter de la musique que je n'aimais pas du tout, ce n'est que maintenant que je me rends compte de l'importance de cette musique". Des références à ses parents apparaissent dans certains de ses textes. Il fréquente le lycée "Mamiani" de Pesaro, mais sans terminer ses études.

### Les débuts, le succès de Freak et la collaboration avec Lucio Dalla (1991-1996)
Après un premier apprentissage fait de concours musicaux et de militantisme dans quelques groupes d'adolescents, Bersani, qui s'installe à Bologne, est remarqué par Lucio Dalla qui en 1991, lors du Cambio Tour, le fait exposer à l'ouverture de chaque concert. Dans ce contexte, Samuele propose sa pièce Le monstre, centrée sur le thème de l'incommunicabilité et sur l'histoire d'un monstre poilu à six pattes, d'abord poursuivi par la presse et la communauté scientifique et finalement brutalement tué ; la chanson est publiée dans une version live contenue dans l'album Amen.
Le morceau est un prélude à l'album  C'hanno preso tutto, qui sort l'année suivante. Le succès est immédiat grâce à une chanson très entraînante intitulée Chicco e Spillo qui est très populaire en saison estivale. En 1994 sort Freak, son deuxième album avec lequel il obtient l'approbation générale : plus de 150 000 exemplaires vendus et 56 semaines consécutives dans le top 100 FIMI/Nielsen ; le même disque comprend les chansons Freak, Spaccacuore et Cosa Do You Want From Me. En 1996, il écrit le texte de Canzone pour Lucio Dalla, une chanson contenue dans l'album Canzoni qui restera en tête des charts radio pendant 4 mois. Le troisième album de l'artiste est intitulé simplement avec trois astérisques. Sorti en 1997 et connu sous le nom de Samuele Bersani, le disque est anticipé par le single Coccodrilli. L'album contient Giudizi universali, l'une des chansons les plus intenses et émouvantes écrites par Samuele avec laquelle il a remporté en 1998 le prix Lunezia du meilleur texte littéraire. Toujours en 1998, avec Ivana Spagna, Gaetano Curreri et Leda Battisti, il participe à la bande originale du film d'animation d'Enzo D'Alò La mouette et le chat.

### Le succès à Sanremo et l'horoscope spécial (2000-2002)
En 2000 Samuele Bersani participe au Festival de Sanremo, dans la catégorie "Champions" avec la chanson Replay, qui se classe 5ème et obtient le prix de la critique Mia Martini [8]. Replay précède la sortie de l'album L'oroscopo spéciale qui obtient un succès immédiat auprès de la critique et du public. En novembre de la même année, Samuele Bersani sera de retour à Sanremo, mais cette fois pour récolter l'un des prix les plus convoités de la musique d'auteur, le Targa Tenco du meilleur album de l'année 2000. Les chansons de son album L'oroscopo speciale et quelques extraits musicaux de chansons d'albums précédents ont été utilisés comme bande originale du film Demande-moi si je suis heureux, écrit et interprété par le trio comique Aldo, Giovanni et Giacomo et pour le même film il a enregistré la chanson Demande-moi si je 'm happy, pour laquelle il a obtenu la nomination au ruban d'argent de la meilleure chanson originale. Parmi les compositions pour le cinéma, également la chanson We are cats (1998) pour la bande originale du film d'animation La mouette et le chat interprétée mais non écrite par l'auteur-compositeur-interprète de Rimini. En 2002, Bersani publie son premier recueil, intitulé Che vita ! Le meilleur de Samuele Bersani, comprenant 15 chansons déjà connues du public auxquelles s'ajoutent trois titres inédits : Milingo, Mes mots et Che vita !, ce dernier dont l'album tire son nom, devient immédiatement un hit, apportant l'anthologie de l'auteur-compositeur-interprète de Romagne à dépasser les 150 000 disques vendus.
Il a également collaboré avec d'autres artistes, notamment de grands noms féminins de la musique italienne comme Mina avec la chanson En pourcentage (2002), Ornella Vanoni avec la chanson Isola (1998) dont il a écrit les paroles, et Fiorella Mannoia pour qui il a écrit le texte de Crazy Boy (1994).
Ses chansons les plus connues sont Giudizi Universali et Replay. Il a remporté avec le second titre le Prix de la Critique du festival de Sanremo Mia-Martini « Mia Martini Critics Award » au Festival de Sanremo.
En 2000, des chansons extraites de son album L'oroscopo speciale ont été utilisées dans la bande originale du film Chiedimi se sono felice de Aldo, Giovanni et Giacomo.
En 2007, Samuele Bersani remporte le Prix d'Amnesty International Italy Voci per la liberta pour son titre Occhiali Rotti, écrit en mémoire du journaliste assassiné Enzo Baldoni.

## Discographie

### Albums
- 1991 - C'hanno preso tutto
- 1995 - Freak
- 1997 - Samuele Bersani
- 2000 - L'oroscopo speciale (réédité en 2001 avec le titre Chiedimi se sono felice ajouté)n° 15 ital
- 2002 - Che vita! Il meglio di Samuele Bersani n°2 ital
- 2003 - Caramella smog n°12 ital
- 2006 - L'aldiquà n°4 ital
- 2009 - Manifesto abusivo
- 2012 - Psyco - 20 anni di canzoni
- 2013 - Nuvola numero nove
- 2016 - La fortuna che abbiamo (Live)

### Singles
- 1992 - Chicco e Spillo
- 1995 - Freak
- 1995 - Cosa vuoi da me?
- 1995 - Spaccacuore
- 1997 - Giudizi universali
- 1997 - Coccodrilli
- 1997 - Lolita
- 2000 - Replay
- 2000 - Il pescatore di asterischi
- 2001 - Chiedimi se sono felice
- 2002 - Le mie parole
- 2003 - Cattiva
- 2006 - Lo scrutatore non votante
- 2006 - Lascia Stare
- 2006 - Sicuro precariato
- 2007 - Una delirante poesia
- 2009 - Ferragosto
- 2009 - Un periodo pieno di sorprese
- 2009 - Lato proibito
- 2010 - Pesce d'aprile
- 2012 - Un pallone
- 2012 - Psyco
- 2013 - En e Xanax
- 2013 - Chiamami Napoleone
- 2014 - Ultima chance
- 2015 - Le storie che non conosci (avec Francesco Guccini)
- 2016 - La fortuna che abbiamo

### Participations
- Avec les Avion Travel : L'Orlando curioso
- Avec Fabio Concato : Binario tre - Gigi
- Avec La Crus : Illogica allegria (in Crocevia, 2001)
- Avec Lucio Dalla : Il mostro
- Avec  Neri per Caso : Il pescatore di asterischi (in Angoli diversi, 2008)
- Avec Pacifico : Da qui
- Avec Peppe Servillo : Crazy boy
- Avec Ron : Le foglie e il vento (in Ma quando dici amore di Ron, 2005)
- Avec les  Skiantos : Non sono un duro